# Salix mazzettiana
Salix mazzettiana är en videväxtart som beskrevs av N. Chao. Salix mazzettiana ingår i släktet viden, och familjen videväxter. Inga underarter finns listade i Catalogue of Life.